# Homaloxestis hilaris
Homaloxestis hilaris – gatunek motyli z rodziny Lecithoceridae i podrodziny Lecithocerinae.
Gatunek ten opisał w 1978 roku László Anthony Gozmány na podstawie pojedynczego samca z zachodniego T'ien-mu Shan. Samicę opisał Wu w 1997 roku.
Motyl o rozpiętości przednich skrzydeł 15 mm, ich krawędź kostalna ma taką samą barwę jak tło. Narządy rozrodcze samców o walwie wyposażonej w płatek pośrodku brzegu brzusznego.
Owad znany z chińskiego Zhejiangu i Tajwanu.